# Каретник (Петропавловская крепость)
Каре́тник — историческое здание в Санкт-Петербурге. Располагается на территории Петропавловской крепости между Нарышкиным бастионом и Комендантским домом (официальный адрес — Петропавловская крепость, дом 3 литера П). Объект культурного наследия России федерального значения.

## История
Здание служб Комендантского ведомства Петропавловской крепости (в обиходе каретник) было построено в 1846 году предположительно по проекту военного инженера А. Г. Баторского. Одноэтажная постройка включала в себя конюшню с шестью стойлами, два экипажных сарая, крытый дворик с навозной ямой и ледник. После революции здание сохранило свои функции: в 1920-х — 1950-х годах в нём располагались конюшня и склады Ленинградского военного округа.
В годы Великой Отечественной войны в каретник попала авиабомба, пробившая крышу, в результате начавшегося пожара выгорела часть здания. В 1950-х годах при реставрации комплекса Петропавловской крепости каретник не реставрировался, была лишь заменена крыша, после чего здание передали в жилой фонд города.
В 1994 г. здание было передано Государственному музею истории Санкт-Петербурга, однако до начала 2002 года в одной его части размещался общественный туалет, а другая часть пустовала. В 2002—2003 годах проводилась капитальная реставрация каретника. Здание было отремонтировано на средства из государственного бюджета с целью его приспособления под музейные нужды.

## Описание
Здание каретника представляет собой пример хозяйственного сооружения периода позднего классицизма. Внешняя выразительность утилитарного строения достигается за счёт обобщенных лапидарных форм. В центре западного фасада здания находится воротный проезд, по сторонам которого располагаются широкие плоские ризалиты, обработанные квадровым рустом. Центральная часть фасада завершается декоративным треугольным фронтоном с полуциркульным окном в тимпане. В каждом из двух крыльев здания находится по два воротных проема с трёхчастными замковыми камнями и полуциркульными окнами в верхней части. Кирпичное здание каретника оштукатурено, цоколь и ступени крыльца облицованы известняком, ворота, двери и оконные рамы — деревянные. Фасады каретника окрашены в желтый цвет с выделением белых декоративных деталей.